# Venceslau de Sousa Pereira de Lima

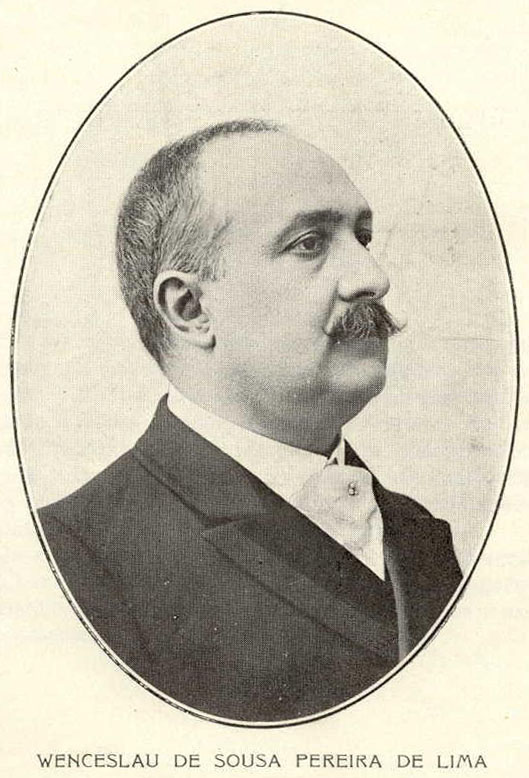
Venceslau de Sousa Pereira de Lima

Venceslau de Sousa Pereira de Lima (* 15. November 1858 in Porto; † 24. Dezember 1919 in Lissabon) war ein Politiker aus der Endphase der konstitutionellen Monarchie in Portugal. Er war vom 14. Mai 1909 bis 22. Dezember 1909 portugiesischer Regierungschef und stand einer von König Emanuel II. ernannten überparteilichen Regierung vor, zudem war er dreimal Außenminister seines Landes.

## Biografie
Venceslau de Sousa Pereira de Lima wurde am 15. November 1858 in eine wohlhabende Familie aus Porto hineingeboren und schon sehr jung ins Ausland geschickt, wo er sein weiterführendes Studium absolvierte. Nach Abschluss kehrte er mit einer Berufsausbildung mit Schwerpunkt auf Naturwissenschaften nach Portugal zurück, die sich deutlich von dem Studiengang unterschied, der damals an portugiesischen Schulen üblich war. Er schrieb sich an der Philosophischen Fakultät der Universität Coimbra ein und schloss das Studium mit Auszeichnung ab. Dies erforderte eine Zulassungsprüfung, bei der er seine Dissertation über Kohlekraftwerke verteidigte. Bald darauf, am 26. November 1882, promovierte er an derselben Universität.
Im Jahr 1883 bewarb er sich um eine Stelle an der Polytechnischen Akademie von Porto, nachdem er öffentlich eine Dissertation über die Funktion von Chlorophyll als Beweis seiner Fähigkeiten vorgelegt hatte. Er wurde schließlich für die Position nominiert und startete eine Karriere, die fast dreißig Jahre dauern sollte. Während dieser Zeit leitete er die Geologieabteilung der Institution, mit einigen Unterbrechungen aufgrund seiner politischen Tätigkeit. Parallel zu seiner akademischen Laufbahn führte er eine Reihe bahnbrechender Experimente auf dem Gebiet der Pflanzenpaläontologie durch.
Zu dieser Zeit war die Paläontologie eine junge Wissenschaft und die Erforschung der auf portugiesischem Gebiet entdeckten Fossilien steckte noch in den Kinderschuhen, da die meisten paläontologischen Forscher in Portugal aus dem Ausland kamen. Die einzigen veröffentlichten Werke portugiesischer Forscher bestanden aus Studien von Bernardino António Gomes über Pflanzenfossilien in Kohlegebieten.
Venceslau de Lima beschloss, die zuvor veröffentlichten Werke ausländischer Forscher zusammenzuführen, insbesondere die von Daniel Sharpe, Charles Bunbury und Oswald Heer, und entwickelte auf dieser Grundlage eine Studie über Geologie und Pflanzenpaläontologie in Portugal, insbesondere in Kohlegebieten.
Im Jahr 1886 wurde er zum Ingenieur der Abteilung für geologische Arbeiten (Secção dos Trabalhos Geológicos) Portugals ernannt und mit der Erforschung von Pflanzenfossilien in Portugal beauftragt. In dieser Position arbeitete er mit Carlos Ribeiro zusammen, einem Pionier auf dem Gebiet der portugiesischen Geologie.
Im Jahr 1908 wurde er Präsident der Kommission für geologische Untersuchungen Portugals, als ihr früherer Präsident, General Joaquim Filipe Nery da Encarnação Delgado, starb.
Aufgrund seiner wissenschaftlichen Arbeit wurde er für die Mitgliedschaft in der Akademie der Wissenschaften von Lissabon und dem Institut von Coimbra (Instituto da Coimbra) nominiert.
Venceslau de Lima beschränkte sich nicht nur auf akademische und wissenschaftliche Aktivitäten. Kurz nachdem er seine erste Lehrstelle angetreten hatte, wurde er Mitglied der Regenerationspartei und war im Namen dieser Partei zeitweise Zivilgouverneur (Präfekt) von Vila Real, Coimbra und Porto. Er wurde außerdem für mehrere Amtszeiten zum Vertreter Nordportugals in der Versammlung der Republik gewählt. Am 17. März 1901 wurde er zum Par do Reino geadelt. Sein Engagement in der Versammlung konzentrierte sich auf Fragen im Zusammenhang mit der öffentlichen Bildung. Er setzte sich für die Reform des Obersten Rates für öffentliche Bildung (Conselho Superior de Instrução Pública) Portugals ein, dem er angehörte.
Als Ernesto Rodolfo Hintze Ribeiro 1903 Präsident des Ministerrates (heute Premierminister) wurde, bat er Venceslau de Lima, das Amt des Außenministers zu übernehmen, was er auch tat. Während seiner Amtszeit kam es zu deutlichen Verbesserungen in den Beziehungen Portugals zum Vereinigten Königreich und es wurde ein Handelsvertrag mit Deutschland unterzeichnet. Lima blieb bis 1905 im Amt, obwohl José Luciano de Castro Hintze Ribero als Präsidenten des Ministerrates abgelöst hatte.
Im Jahr 1909, während der Niederringung der portugiesischen konstitutionellen Monarchie, wurde Venceslau de Lima gebeten, eines der letzten Regimes der konstitutionellen Monarchie zu leiten, indem er vom 14. Mai bis 22. Dezember 1909 als Präsident des Ministerrats sowie als Minister für das Königreich (Ministro do Reino) fungierte.
Während seiner langen politischen Karriere war er außerdem Mitglied des Staatsrates (Conselho do Estado), Bürgermeister von Porto und Direktor der Medizinisch-Chirurgischen Schule von Porto (Escola Médico-Cirúrgica do Porto). Er war außerdem Vizepräsident der Exekutivkommission des Nationalen Instituts zur Unterstützung von Schwindsüchtigen (Instituto de Assistência Nacional aos Tuberculosos) und Mitglied der Arbeitgeberkommission von Porto (Patronato Portuense).
Venceslau de Lima war auch Weinbauer und führte auf seinen Grundstücken verschiedene technische Verbesserungen ein, die für den portugiesischen Weinbau neu waren. Er war Präsident der Anti-Reblaus-Kommission des Nordens und half bei der Entwicklung technischer Lösungen für die Vernichtung von Weinreben durch den Parasiten.
Als die Portugiesische Republik 1910 gegründet wurde, weigerte er sich als Monarchist, für die Regierung zu arbeiten, und beschloss stattdessen, alle öffentlichen Ämter, die er innehatte, niederzulegen. Nachdem er sich in den letzten Jahren seines Lebens von der Politik entfernt hatte, konzentrierte er sich wieder auf die wissenschaftliche Forschung. Als er starb, bereitete er gerade eine Studie über portugiesische Kohlegebiete vor.

## Werke (Auswahl)
Über einen Zeitraum von dreißig Jahren veröffentlichte Venceslau de Lima eine breite Palette von Werken zur Paläontologie und Geologie von Kohlevorkommen, darunter:
- Notícia sôbre os vegetais fósseis da flora neocomiana do solo português
- Monografia do gênero Dicranophillum (Sistema Carbónico)
- Notice sur une algue palèozoique
- Notícia sôbre as camadas da série permo-carbónica do Bussaco
- Note sur une nouvel Eurypterus rotliegendes